# Nationaal park Mali i Tomorrit

Nationaal park Mali i Tomorrit (Albanees: Parku Kombëtar Mali i Tomorrit) is een nationaal park in Albanië. Het park werd opgericht in 1996 en beslaat  247,23 vierkante kilometer.  Het landschap bestaat uit de Tomorri-berg met als hoogste top Çuka e Partizanit (2416 m). In het park komen verschillende diersoorten voor, waaronder bruine beer en wolf.